# Dr. Jaglas
Die Dr. Jaglas GmbH ist ein deutscher Getränkehersteller mit Hauptsitz in Berlin. Das Unternehmen ist auf die Entwicklung, Herstellung und den Vertrieb von alkoholfreien und alkoholhaltigen Kräuterspirituosen spezialisiert, die auf apothekerhistorischen Rezepturen basieren. Gegründet wurde das Unternehmen 2015 von der promovierten Apothekerin Christina Jagla.

## Geschichte
Die Ursprünge der Dr. Jaglas GmbH gehen auf eine Apothekerfamilie zurück, deren Tradition über vier Generationen reicht. Die Rezepturen für die Kräuterspirituosen basieren auf mittelalterlichen Klosterrezepturen, alten pharmazeutischen Kompendien und dem Deutschen Arzneibuch. Die Bitter-Elixiere, darunter das Artischocken-Elixier, verwenden Kräuter in Arzneibuchqualität und setzen auf traditionelle Verfahren wie Kaltmazeration.
- 1969: Apotheker Helmut W. Jagla erweitert eine Klosterrezeptur durch die Zugabe regionaler Artischockenblätter. Das resultierende Artischocken-Elixier wird als Digestif etabliert.[3]
- 2000er-Jahre: Einführung des Golfers Ginseng-Elixiers, welches die ursprüngliche Rezeptur um Ginseng ergänzt.
- 2015: Offizielle Gründung der Dr. Jaglas GmbH.[4]
- 2018: Einführung des „Dry Ginseng Gin“, der durch fünffache Destillation entsteht und mit 50 % Vol. zu den stärksten Gins Deutschlands zählt.[5]
- 2020er-Jahre: Markteinführung alkoholfreier Aperitifs wie „Herber Hibiskus“[6] und „San Limello“, die den Trend zu alkoholfreien Genussalternativen aufgreifen.[7]

## Produkte

### Sortiment
Dr. Jaglas produziert verschiedene Kräuterspirituosen und alkoholfreie Aperitifs, die auf historischen Rezepturen basieren:
- Kräuterbitter: Artischocken-Elixier, Maca Ginseng Elixier, Golfers Ginseng Elixier.
- Alkoholfreie Aperitifs: Herber Hibiskus, San Limello.
- Gin: zuckerfreier Dry Ginseng Gin.
- Saisonale Liköre: Apfel-Malven-Elixier, Glühweinkräuter-Elixier.

### Herstellung und Besonderheiten
Die Produkte werden unter Verwendung von Bitterkräutern in zertifizierter Arzneibuch-Qualität hergestellt. Die Verfahren beinhalten Tinkturenherstellung und Kaltmazeration.

### Absatzmärkte
Die Produkte sind in Feinkostläden, Apotheken und der gehobenen Gastronomie erhältlich. Wichtige Vertriebspartner sind unter anderem Manufactum sowie Online-Plattformen.

### Kooperationen und Vertrieb
Dr. Jaglas hat im Laufe der Jahre mehrere Kooperationen mit verschiedenen Institutionen und Unternehmen umgesetzt. Der Getränkehersteller schließt jährlich Kooperationen ab, wie beispielsweise mit AM Tacheles. Im Jahr 2015 arbeitete die Marke mit der Wochenzeitung Die Zeit zusammen, was zur Entwicklung des Maca Ginseng Elixiers führte. Eine weitere Kooperation bestand mit dem Berliner Sterne-Restaurant Rutz, in dem das Glühweinkräuter-Elixier erstmals ausgeschenkt wurde, bevor es auf den Markt kam. Im Jahr 2023 ging Dr. Jaglas eine Zusammenarbeit mit Wein & Vinos ein, einem Anbieter spanischer Weine. Ziel war die Verbindung von Kräuterspirituosen mit Produkten aus dem Weinhandel.

## Auszeichnungen
- 2017: German Design Award – Special Mention [10]
- 2022: „Herber Hibiskus“ erhält den Good Food Award der Zeitschrift Men’s Health.[11]